# Тараџа
Тараџа (алб. Taraxhë) је насеље у општини Вучитрн на Косову и Метохији. Према попису становништва на Косову 2011. године , село је имало 54 становника, сви становници села су албанске националности.

## Географија
Село је на истоименој коси на Чичавици и око те косе која се пружа северно од брда Чечана. Куће су на граници њива и шуме, на надморској висини од 620-720 метара. Разбијеног типа. Има четири одвојена дела и у сваком од њих живи по један род. Удаљења између делова износе око 0,5 км. Сасвим мали делови (од по 2 куће) не сматрају се за махале.

## Историја
Мухаџири су при свом доласку из Топлице затекли у селу Србе, од којих су неки били на својој земљи, а неки чифчије у Хаџи Јусуфа Коренице из Вучитрна. Они су се после три-четири године раселили. Вулета, Гаја, Михајло и још један од домаћина четири куће које су имале своју земљу иселили се у Топлицу, у околину Куршумлије.

## Порекло становништва по родовима
Арбанашки родови
- Музаћ (2 к.), од фиса Шаље,
- Планали (2 к.), од фиса Тсача,
- Грабаниц (2 к.)
- Влас (2 к.), од фиса Климената. Доселили се као мухаџири из топличких села Музаћа, Велике Плане, Грабовнице и Власа 1878. Музаћ је купио земљу од поменутог Вулета, а остали су били чифчије у поменутог чифлик-сахибије из Вучитрна. Род Музаћ се у Топлици отселио крајем 18. века. Његови појасеви у 1934. су од отсељења из фиса Шаље у Малесији, из братства Вољаја, били: Дема, Рустем, Сејди, Фазли, Рука (80 година). Отац претка Деме (у Малесији) био је хришћанин.

Аутоколонисти
- Вучетић (1 к.), Мијајловић (1 к.) и Антуновић (1 к.) 1928. из Блажева (срез копаонички).
- Пајовић (1 к.) 1925. из Куча.

Колонисти:
- Вујаковић (1 к.) 1922. из Рапсове Главице (Гламоч).
- Ковачевић (5 к.) 1922. из Грахова (Никшић).

## Демографија
| Демографија | Демографија | Демографија |
| Година      | Становника  | Становника  |
| ----------- | ----------- | ----------- |
| 1948.       | 149         |             |
| 1953.       | 170         |             |
| 1961.       | 176         |             |
| 1971.       | 177         |             |
| 1981.       | 152         |             |
| 1991.       | 125         |             |
| 2011.       | 54          |             |